# Cèl·lula simple
Una cèl·lula simple de l'escorça visual primària és una cèl·lula que respon principalment a vores i reixes orientades (barres d'orientacions particulars). Torsten Wiesel i David Hubel van descobrir aquestes cèl·lules a finals de la dècada de 1950.
Aquestes cèl·lules s'ajusten a diferents freqüències i orientacions, fins i tot amb diferents relacions de fase, possiblement per extreure informació de disparitat (profunditat) i per atribuir profunditat a les línies i vores detectades. Això pot donar lloc a una representació 3D de "marc de filferro" tal com s'utilitza en gràfics per ordinador. El fet que l'entrada dels ulls esquerre i dret estigui molt a prop a les anomenades hipercolumnes corticals indica que el processament de la profunditat es produeix molt aviat, ajudant al reconeixement d'objectes 3D.
Més tard, s'han descobert moltes altres cel·les amb funcions específiques: (a) cel·les aturades, que es creu que detecten singularitats com encreuaments de línies i vores, vèrtexs i finals de línies; (b) cel·les de barres i reixetes. Aquests últims no són operadors lineals perquè una cel·la de barra no respon quan veu una barra que forma part d'una xarxa periòdica, i una cel·la de graella no respon quan veu una barra aïllada.
Utilitzant el model matemàtic de Gabor amb components sinus i cosinus (fases), les cèl·lules complexes es modelen calculant el mòdul de respostes complexes de Gabor. Tant les cel·les simples com les complexes són operadors lineals i es consideren filtres perquè responen selectivament a un gran nombre de patrons.
No obstant això, s'ha afirmat que el model Gabor no s'ajusta a l'estructura anatòmica del sistema visual, ja que drecera el LGN i utilitza la imatge 2D a mesura que es projecta a la retina. Azzopardi i Petkov han proposat un model computacional d'una cèl·lula simple, que combina les respostes de cèl·lules LGN model amb camps receptius envoltant central (RF). L'anomenen el model de combinació de RF (CORF). A més de la selectivitat d'orientació, presenta una supressió d'orientació creuada, contrasta l'afinació d'orientació invariant i saturació de resposta. Aquestes propietats s'observen en cèl·lules simples reals però no són posseïdes pel model de Gabor. Utilitzant una correlació inversa simulada, també demostren que el mapa de RF del model CORF es pot dividir en regions excitatòries i inhibidores allargades típiques de cèl·lules simples.
Lindeberg ha derivat models determinats axiomàticament de cèl·lules simples en termes de derivades direccionals de nuclis gaussians afins sobre el domini espacial en combinació amb derivades temporals de nuclis d'escala-espai no causals o causals en el temps sobre el domini temporal i ha demostrat que aquesta teoria condueix a prediccions sobre el camp receptiu amb bones prediccions sobre el camp receptiu qualitatiu. DeAngelis et al. i garanteix bones propietats teòriques del model de camp receptiu matemàtic, incloses les propietats de covariància i invariància sota transformacions d'imatge naturals. Es presenta una anàlisi de les propietats de selectivitat d'orientació d'aquests models idealitzats per a cèl·lules simples.

## Història
Aquestes cèl·lules van ser descobertes per Torsten Wiesel i David Hubel a finals de la dècada de 1950.
Hubel i Wiesel van anomenar aquestes cèl·lules "simples", a diferència de "cel·la complexa", perquè compartien les propietats:
1. Tenen diferents regions excitatòries i inhibidores.
2. Aquestes regions segueixen la propietat de suma.
3. Aquestes regions tenen un antagonisme mutu: les regions excitatòries i inhibidores s'equilibren amb una il·luminació difusa.
4. És possible predir les respostes als estímuls en moviment donat el mapa de regions excitatòries i inhibidores.

Alguns altres investigadors, com Peter Bishop i Peter Schiller, van utilitzar diferents definicions per a cèl·lules simples i complexes.